# De druckna hästarnas tid
De druckna hästarnas tid (Zamani barayé masti asbha, Kurdiska: Demek jibo hespên serxweş) är en film från år 2000. Filmen skapades av kurden Bahman Ghobadi och är inspelad i östra Kurdistan. 
Filmen handlar om en kurdisk familj där bara barnen lever och försörjer sig själva genom smuggling över gränsen mellan Irak och Iran.

## Priser
1. Best Film Award, Golden Camera (Caméra d'Or), Filmfestivalen i Cannes, Frankrike, 2000.
2. Special Jury Award, Silver Hugo , Chicago International Film Festival, USA, 2000.
3. Best Feature Award, Edinburgh Film Festival, Skottland, Storbritannien, 2000.
4. Best Feature Award, Santa Fe Film Festival, Fort Lauderdale, USA, 2000.
5. Grand Jury Award, São Paulo International Film Festival, Brasilien, 2000.
6. Best Feature, Banff International Film Festival, Kanada, 2000.
7. Special Jury Award, Gijon International Film Festival, Spanien, 2000.
8. Best feature Award, Children Film Festival, Isfahan, Iran, 2000.

## Skådespelare
1. Ayoub Ahmadi
2. Rojin Younessi
3. Amaneh Ekhtiar-dini
4. Madi Ekhtiar-dini
5. Kolsolum Ekhtiar-dini
6. Karim Ekhtiar-dini
7. Rahman Salehi
8. Osman Karimi
9. Nezhad Ekhtiar-dini